# Cratere Bernard
Bernard  è un cratere sulla superficie di Marte.